# Lauren van Oosten
Pour les articles homonymes, voir Oosten.
Lauren van Oosten (née le 17 novembre 1978 à Nanaimo, Colombie-Britannique, Canada) est une nageuse canadienne et est membre de l'équipe olympique de natation du Canada.

## Biographie
Lauren van Oosten est originaire de Nanaimo, en Colombie-Britannique, et est d'ascendance néerlandaise. Elle a grandi et appris à nager à Nanaimo, avant de partir pour le centre national d'entraînement à l'Université de Calgary à Calgary.
Lauren fait partie de l'équipe nationale de natation du Canada depuis 1997. Elle a remporté 9 médailles internationales (bronze, argent et or) et a établi deux records du Canada dont l'un est toujours invaincu (200 m brasse) et l'autre (100 m brasse) a tenu six ans (1998-2004). Elle attribue la plupart de ses succès à son coach, Jan Bidrman.
Sa première compétition internationale fut les Championnats pan-pacifiques à Fukuoka, au Japon, en août 1997. Elle y gagna la médaille de bronze du 200 m brasse après être remontée de la sixième place dans les 50 derniers mètres. Cette performance la qualifia pour les Championnats du monde de natation 1998 à Perth, en Australie. Lors de cette compétition, Lauren nagea son meilleur temps, établit un nouveau record du Canada, et obtint une médaille de bronze sur 100 m brasse avec un temps d' 1 min 08 s 66.
Cet été là, elle participa aux Jeux du Commonwealth de 1998. Elle remporta une médaille d'argent (relais 4 × 100 m medley) et deux médailles de bronze (100 m brasse et 200 m brasse).
Les Jeux panaméricains de 1999 eurent lieu à Winnipeg, dans le Manitoba, du 23 juillet au 8 août 1999. Lauren gagna une médaille dans toutes les épreuves auxquelles elle participa: 100 m brasse (or), 200 m brasse (bronze), et relais 4 × 100 m medley (argent).
Malgré son classement de numéro un au Canada, elle ne finit que cinquième des épreuves de qualification pour les jeux Jeux olympiques d'été de 2000 et ne fut donc pas qualifiée, ce qui constitua une grande déception pour elle. De même, elle ne participa pas aux Championnats du monde de natation 2001 et aux Jeux du Commonwealth de 2002. Après ces années difficiles, Lauren effectua son retour au haut niveau en 2003.
Ainsi se qualifia-t-elle aux Championnats du monde de natation 2003 à Barcelone, en Espagne, où elle nagea le 100 m et le 200 m brasse. En novembre 2003, à l'Open du Canada à Québec, Lauren battit le record du Canada vieux de 10 ans du 200 m brasse, avec un temps de 2 min 25 s 47. Elle améliora nettement ce temps 2 mois plus tard lors d'une épreuve de Coupe du monde de natation FINA à East Meadow dans l'État de New York. Elle remporta la médaille de bronze du 200 m brasse avec un temps de 2 min 24 s 92.
En août 2004, Lauren van Oosten participa aux Jeux olympiques d'été de 2004, organisés à Athènes, en Grèce. Ses performances furent décevantes comparées à celles réalisées lors des épreuves de qualification. Lauren était engagée dans les épreuves de 100 m brasse (11e), 200 m brasse (13e) et relais 4 × 100 m medley (11e). Malgré son intention de prendre sa retraite après ces Jeux Olympiques, elle décida de poursuivre sa carrière.
Début 2005, elle fut hospitalisée pour une pneumonie, probablement causée par une surcharge d'entraînement. Elle dut attendre le mois d'août pour reprendre l'entraînement, ce qui ne lui laissa que deux mois et demi pour être prête pour les qualifications des Jeux du Commonwealth. Elle remporta néanmoins la médaille d'or sur 100 m brasse, ce qui la qualifia pour les Jeux du Commonwealth de 2006 de Melbourne, en Australie. Elle y gagna une médaille de bronze avec le relais 4 × 100 m medley.

## Jeux Olympiques d'été de 2004
| Epreuves disputées par Lauren van Oosten aux Jeux olympiques d'été de 2004 | Epreuves disputées par Lauren van Oosten aux Jeux olympiques d'été de 2004 | Epreuves disputées par Lauren van Oosten aux Jeux olympiques d'été de 2004 | Epreuves disputées par Lauren van Oosten aux Jeux olympiques d'été de 2004 |
| -------------------------------------------------------------------------- | -------------------------------------------------------------------------- | -------------------------------------------------------------------------- | -------------------------------------------------------------------------- |
| Date                                                                       | Epreuve                                                                    | Temps                                                                      | Place                                                                      |
| 15 août                                                                    | 100 m brasse                                                               | 1:09.45                                                                    | 11e                                                                        |
| 18 août                                                                    | 200 m brasse                                                               | 2:30.39                                                                    | 13e                                                                        |
| 21 août                                                                    | relais 4 × 100 m medley                                                    | 4:09.84                                                                    | 11e                                                                        |